# Bilczew (powiat koniński)
Bilczew – wieś w Polsce położona w województwie wielkopolskim, w powiecie konińskim, w gminie Kramsk. Tworzy samodzielne sołectwo Bilczew.
W latach 1975–1998 miejscowość należała administracyjnie do województwa konińskiego.